# ژیان‌مرغک کلاه‌سیاه
ژیان‌مرغک کلاه‌سیاه (نام علمی: Tyranniscus nigrocapillus) یک پرنده گنجشک‌سان کوچک از تیرهٔ ژیان‌مرغان (Tyrannidae) است. در کلمبیا، اکوادور، پرو و ونزوئلا یافت می‌شود. زیستگاه طبیعی آن جنگل‌های کوهستانی نمناک نیمه‌گرمسیری یا گرمسیری است.